# Минниханов, Рустам Нургалиевич
Руста́м Нургали́евич Минниха́нов (тат. Рөстәм Нургали улы Миңнеханов; род. 1 марта 1957, с. Новый Арыш, Рыбно-Слободский район, Татарская АССР, РСФСР, СССР) — российский государственный и политический деятель. Раис Республики Татарстан с 25 марта 2010 — по н.в.(врио 25 марта — 18 сентября 2015). Член Бюро Высшего совета партии «Единая Россия».
Председатель совета директоров ПАО «Татнефть», ОАО «Татнефтехиминвест-холдинг», ОАО «Связьинвестнефтехим», председатель Попечительского и Наблюдательного советов Казанского федерального университета.

## Биография
Родился в 1957 году в селе Новый Арыш Рыбно-Слободского района Татарской АССР. Его отец, Нургали Минниханович (1930—2001), с 1980 по 1990 год был директором Сабинского леспромхоза.
В 1978 году окончил Казанский сельскохозяйственный институт по специальности «механизация сельского хозяйства», квалификация «инженер-механик».
В 1978—1980 годы — инженер-диагностик Сабинского районного объединения «Сельхозтехника».
В 1980—1983 годы — старший энергетик, главный энергетик Сабинского леспромхоза.

### Образование
В 1986 году окончил Казанский филиал Московского института советской торговли по специальности «товароведение и организация торговли продовольственными товарами», квалификация «товаровед высшей квалификации» (ныне РЭУ им. Г. В. Плеханова).
В 1995 году защитил кандидатскую диссертацию «Повышение эффективности производства и использования кормов в пригородных хозяйствах», в 2001 году — докторскую диссертацию по экономике на тему «Организационно-экономическое обоснование развития инновационных процессов в АПК» (доктор экономических наук).

### Госслужба
В 1983—1985 гг. — заместитель председателя правления районного потребительского общества Сабинского района.
В 1985—1990 гг. — председатель правления районного потребительского общества Арского района.
в 1990—1992 гг. — председатель Арского райисполкома.
В 1992—1993 гг. — первый заместитель главы администрации Арского района.
В 1993—1996 гг. — глава администрации Высокогорского района.

### В правительстве Татарстана
В 1996—1998 гг. — министр финансов Республики Татарстан. В 1998 году возглавил правительство Республики Татарстан
В июне 1999 года, будучи премьер-министром, был избран председателем совета директоров открытого акционерного общества «Татнефть». Избрание премьер-министра на пост председателя совета директоров компании «Татнефть», обеспечивающей около 40 % поступления в бюджет Татарстана, по мнению экспертов, отражает стремление государственной власти республики получить больший контроль над финансовыми потоками крупнейших предприятий.
В мае 2001 года снова возглавил правительство республики, сформированное после переизбрания Минтимера Шаймиева на пост президента Татарстана.
29 апреля 2005 года постановлением госсовета Республики Татарстан снова утверждён премьер-министром Республики Татарстан.

### Во главе Республики Татарстан

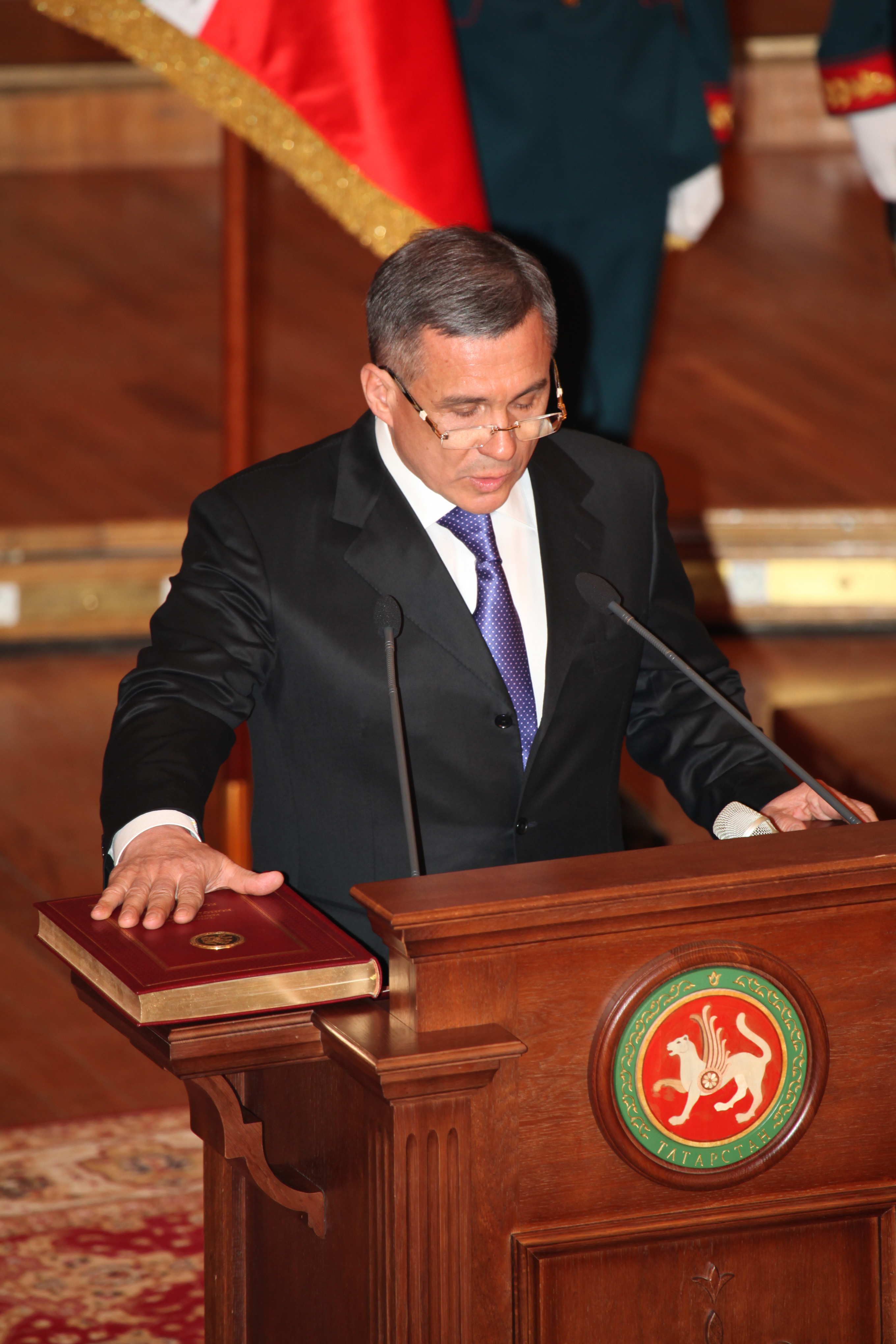
Церемония вступления в должность президента Республики Татарстан Р. Н. Минниханова (2010)

22 января 2010 года президент России Дмитрий Медведев после самоотвода Минтимера Шаймиева заявил о том, что будет рекомендовать Государственному Совету Республики Татарстан наделить полномочиями президента Республики Татарстан нынешнего премьер-министра Татарстана Рустама Минниханова. 28 января 2010 года было объявлено о внесении кандидатуры Минниханова на рассмотрение Государственного Совета Республики Татарстан. 29 января 2010 года президиум Государственного Совета Республики Татарстан назначил рассмотрение вопроса о наделении Минниханова полномочиями президента Республики Татарстан на 4 февраля 2010 года. 4 февраля 2010 года Госсовет РТ единогласно утвердил кандидатуру Минниханова на должность президента РТ. Церемония вступления Рустама Минниханова в должность президента республики состоялась 25 марта — в день, когда истекли полномочия Минтимера Шаймиева.
25 марта 2010 года Минниханов принёс присягу и официально вступил в должность президента Республики Татарстан.

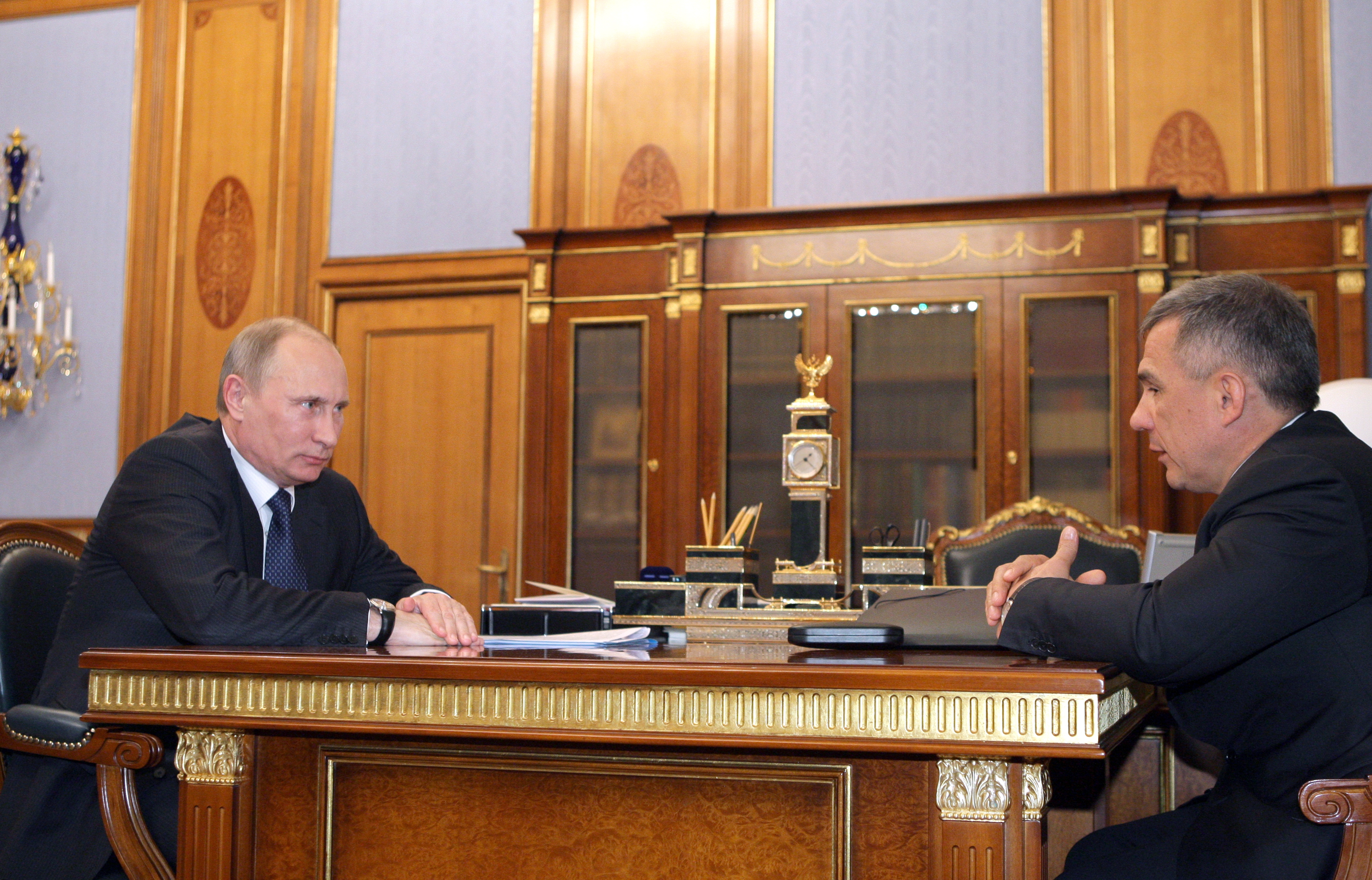
Председатель Правительства Российской Федерации В. В. Путин провёл рабочую встречу с главой Республики Татарстан Р. Н. Миннихановым (2011)

С 16 июня по 18 декабря 2010, с 26 мая по 22 ноября 2017 и с 21 декабря 2020 — член президиума Государственного Совета Российской Федерации.
Согласно результатам исследования «дружественной политики» руководителей регионов России к предпринимателям, проведённого в 2012 году, Минниханов занял 1-е место.
24 марта 2015 года, за день до окончания полномочий, президент России Владимир Путин предложил Минниханову исполнять обязанности главы республики до избрания на очередных выборах, ожидающихся в сентябре в единый день голосования. На состоявшихся 13 сентября 2015 года выборах президента Татарстана Минниханов набрал 94,4 % голосов. 18 сентября он вступил в должность на второй срок полномочий.
С момента начала проведения Национального рейтинга состояния инвестиционного климата в субъектах РФ в 2015 году Республика Татарстан под руководством Минниханова заняла 1-е место, затем также подтвердила лидерство в 2016 году, а также в 2017 году.
В опубликованном в 2016 году Фондом развития гражданского общества рейтинге эффективности глав регионов Минниханов занимал 3-е место.
Является сторонником активного внедрения современных информационных технологий в функции государственного управления.
В июле 2017 года по итогам исследования Российского исследовательского агентства блогеров Минниханов попал в тройку самых социально активных региональных государственных деятелей (рейтинг возглавил глава Чеченской Республики Рамзан Кадыров).

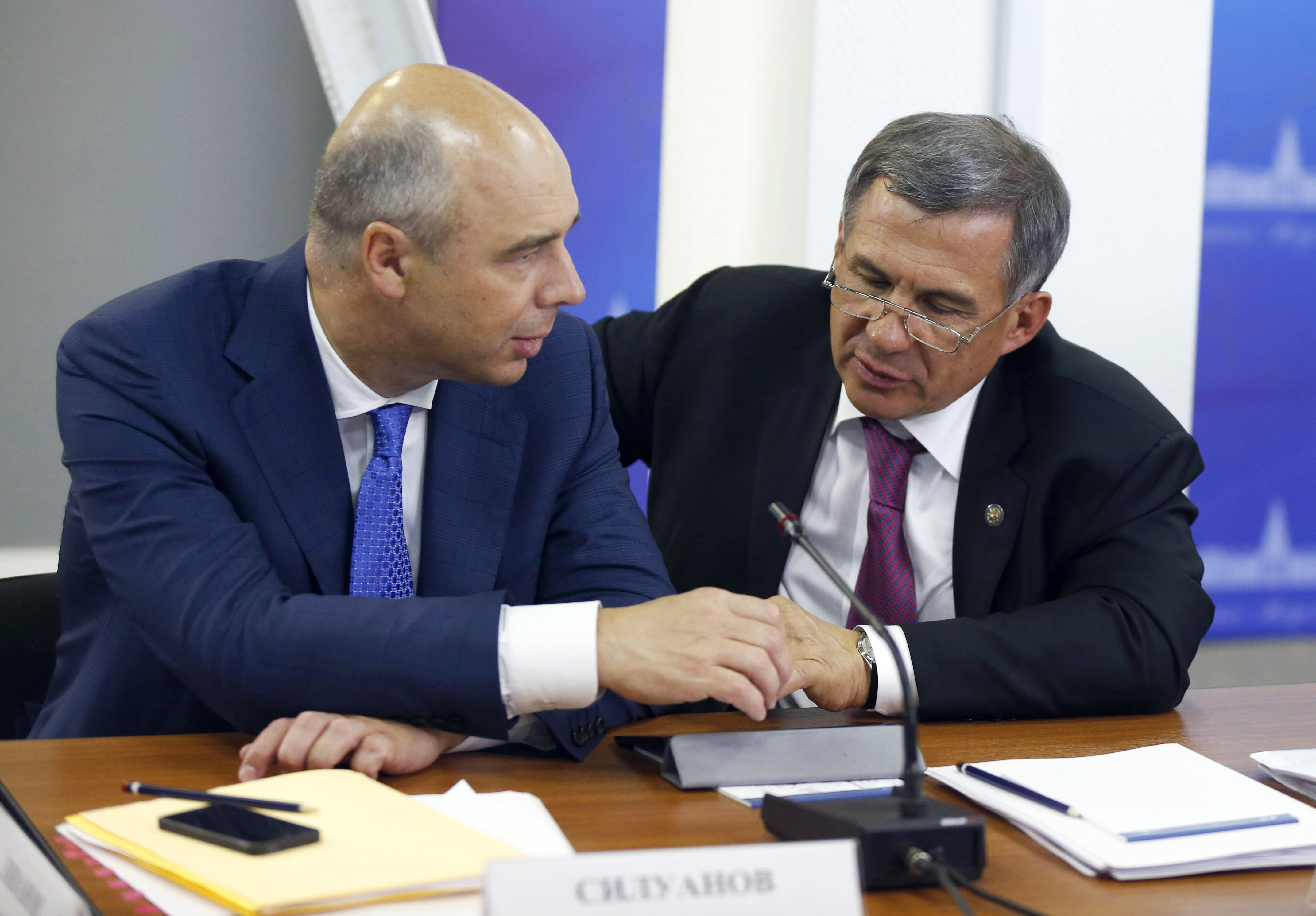
Глава Министерства финансов Российской Федерации Антон Силуанов и президент Республики Татарстан Рустам Минниханов перед заседанием президиума Совета при Президенте России по модернизации экономики и инновационному развитию (2013)

20 мая 2020 года президент Путин поддержал намерение Минниханова вновь баллотироваться на должность главы региона.
В ходе Единого дня голосования в сентябре 2020 года на выборах президента Республики Татарстан Минниханов набрав 83,27 % голосов при явке 78,78 % от общего числа зарегистрированных избирателей, опередил всех оппонентов и продолжил работать в должности руководителя региона.
Во время российского нападения на Украину Минниханов активно поддержал российское вторжение, заявив: «Наши доблестные воины защищают население Донбасса, громят преступный пронацистский режим», призвал противостоять «коллективному Западу».
С 6 февраля 2023 года после вступления в силу закона о поправках в конституцию Татарстана наименованием должности Минниханова является Глава (Раис) Республики Татарстан.

## Критика
В феврале 2020 года штаб Алексея Навального в Казани опубликовал расследование, в котором утверждалось, что Минниханов пользуется для рабочих поездок бизнес-джетом Falcon 8X стоимостью 3 млрд рублей, обслуживание которого было оценено в 175 млн рублей в год. Штаб направил в аппарат Минниханова запрос о владельце самолёта и об источнике денег для его содержания.
В октябре 2021 года в расследовании «Idel.Реалии» отмечалось что Минниханов использует для перелётов три бизнес-джета и совершил 14 перелётов в Женеву за год пандемии, отдыхал в Крыму и посещал родственники в Европе, при этом, для сокрытия передвижений, республиканские СМИ и на официальном сайте публиковали заранее подготовленные видеоматериалы («консервы»).
В сентябре 2020 года этот же штаб опубликовал ещё одно расследование, в котором детально изложили более десятка примеров возможной коррупции на миллиарды рублей.
По данным Минфина США, большая часть имущества Минниханова формально зарегистрирована на имя его жены Гульсины. Основным активом Минниханова является ООО «Лучано», гостиничный и СПА-комплекс в Казани. В 2016 году неправительственная организация в России обвинила Минниханова и Минниханову в получении взяток в виде инвестиций в «Лучано» и особняк в Казани. По оценкам НПО, семья Миннихановых владеет недвижимостью стоимостью почти 50 миллионов долларов, расположенных в России, Франции и Объединённых Арабских Эмиратах.

## Санкции
26 января 2023 года, на фоне вторжения России на Украину, Минниханов попал под санкции США так как он является председателем правления ПАО «Туполев», «которое производит стратегические бомбардировщики для ВС РФ», следовательно, он связан с оборонным сектором страны. Также в санкционный список включена супруга, Минниханова Гульсина и связанная с ней компания «Лучано».
11 апреля 2023 года Минниханов вместе с супругой включён в санкционный список Канады «финансовых элит причастных к войне Путина». Также под санкции попала связанная с супругой компания «Лучано». 26 июня 2025 года попал под санкции Австралии «для привлечения России к ответственности за незаконное вторжение в Украину».
По собственным словам объявлен «нежелательным лицом» в Молдове, так 17 апреля 2023 года Минниханову не разрешили выйти из самолёта после приземления в аэропорту Кишинева, вручив документ об отказе во въезде в страну.

## Собственность и доходы
Официальный семейный доход Р. Н. Минниханова за 2011 год составил 11 млн рублей. Семье Минниханова принадлежит недвижимое имущество общей площадью 564 м² и 21,9 соток земли. В 2010 году семейный доход президента составил сумму 15,5 млн рублей.
По итогам 2016 года, занял третью строчку рейтинга доходов госслужащих «Власть и деньги» журнала «Forbes» с суммой 2,358 млрд руб.
Согласно опубликованной в мае 2018 года декларации, общий доход четы Миннихановых в 2017 году составил 145 млн рублей.
Супруга Минниханова в 2016−2021 году занимает второе место в рейтинге самых богатых супругов губернаторов России. По данным совместного расследования «Dubai Unlocked» Центра по исследованию коррупции и организованной преступности, Минниханова владеет в Дубае апартаментами стоимостью 1.4 млн долларов, в комплексе «Marina Vista».

## Семья
Жена — Минниханова Гульсина Ахатовна (род. 1969). Ей принадлежит элитный казанский салон красоты «Luciano Beauty Studio». С полученным в 2010 году доходом в размере 8,1 млн рублей, Гульсина Минниханова входила в число десяти самых богатых жён губернаторов. По итогам 2016 года, опубликованным «Forbes», возглавила рейтинг самых богатых жён российских чиновников с доходом 2,351 млрд рублей.
Сыновья: Ирек (04.03.1989—17.11.2013, был женат на гражданке Франции Антонии Гишар, погиб в авиакатастрофе в Казани) и Искандер (род. 2008).
17 декабря 2013 года вдова Ирека Минниханова Антония Гишар родила дочь, внучку Рустама Нургалиевича.
Имеет двоих братьев. Рифкат до 2016 года являлся руководителем ГБУ «Безопасность дорожного движения» Республики Татарстан, Раис — глава муниципального образования «Сабинский муниципальный район» Республики Татарстан.

## Хобби
Рустам Минниханов — заслуженный мастер спорта РФ. Является большим энтузиастом автоспорта и профессиональным спортсменом-автогонщиком, регулярно участвуя в татарстанских, российских и международных соревнованиях. В 2001-м был победителем престижной автокроссовой гонки Серебряная ладья. В 2001, 2002 и 2003 годах становился чемпионом России по автокроссу в топовом классе Д2. В 2004 и 2005 годах становился бронзовым призёром чемпионата Европы по автокроссу в топовом классе D1. Многократный призёр российских чемпионатов по автокроссу, ралли-кроссу и зимним трековым гонкам. Став Президентом Татарстана, продолжает участие в отдельных соревнованиях по автоспорту. Многократный лауреат и победитель Кубков Президента Татарстана по автокроссу и ралли-кроссу, в том числе уже и являясь Президентом Татарстана.
Известен как болельщик профессионального футбольного клуба «Рубин» Казань.
Свободно управляет вертолётом.

## Награды
Государственные награды: 
- Орден «За заслуги перед Отечеством» I степени (8 декабря 2024) — за большой вклад в решение социально-экономических задач и многолетнюю добросовестную работу[67]
- Орден «За заслуги перед Отечеством» II степени (21 февраля 2022) — за большой вклад в социально-экономическое развитие Республики Татарстан и многолетнюю добросовестную работу[68]
- Орден Александра Невского (1 марта 2017) — за особые личные заслуги перед государством и большой вклад в укрепление международного авторитета Российской Федерации[69]
- Орден Почёта (23 января 2014) — за большой вклад в подготовку и проведение XXVII Всемирной летней универсиады 2013 года в городе Казани[70]
- Орден «За военные заслуги» (2012)[71]
- Орден «За заслуги перед Отечеством» IV степени (3 октября 2007) — за большие заслуги в государственной и социально-экономической деятельности[72]
- Медаль «В память 1000-летия Казани» (2005)
- Медаль «В память 300-летия Санкт-Петербурга» (2003)
- Орден Дружбы (22 июля 2002) — за большой личный вклад в социально-экономическое развитие региона и многолетний добросовестный труд[73]

Поощрения Президента и Правительства Российской Федерации
- Благодарность Президента Российской Федерации (18 июля 2024) — за вклад в реализацию проекта строительства автомобильной дороги М-12 «Восток» и многолетнюю добросовестную работу[74]
- Медаль Столыпина П. А. II степени (1 марта 2017) — за заслуги в решении стратегических задач социально-экономического развития страны и многолетний добросовестный труд[75]
- Благодарность Правительства Российской Федерации (6 июня 2013) — за заслуги в содействии укреплению обороноспособности страны и высокие достижения в подготовке граждан к военной службе[76]
- Благодарность Правительства Российской Федерации (7 июня 2012) — за высокие показатели в подготовке граждан Российской Федерации к военной службе, организации и проведении призыва на военную службу в 2011 году[77]
- Благодарность Правительства Российской Федерации (10 июня 2011) — за заслуги в содействии укреплению обороноспособности страны[78]
- Почётная грамота Правительства Российской Федерации (19 мая 2010) — за высокие показатели в подготовке граждан Российской Федерации к военной службе, организации и проведении призыва на военную службу в 2009 году[79]
- Медаль «В память 30-летия Игр XXII Олимпиады 1980 года в г. Москве» (2010)[80]
- Почётная грамота Президента Российской Федерации (4 декабря 2009) — за активное участие в подготовке и проведении Первого Всероссийского форума «Россия — спортивная держава»[81]
- Благодарность Президента Российской Федерации (26 мая 2008) — за заслуги в поддержке и развитии малого и среднего предпринимательства[82]

Региональные награды
- Памятная медаль, посвящённая 80-летию строительства Сурского и Казанского оборонительных рубежей (2022)[83]
- Медаль «Памяти Ахмат-Хаджи Кадырова» (2022)[84]
- Орден Салавата Юлаева (2019 год) — за укрепление сотрудничества между республиками Башкортостан и Татарстан[85]
- Орден «За заслуги перед Чувашской Республикой» (7 июля 2018) — за большой личный вклад в укрепление дружбы и сотрудничества между народами[86]
- Орден Республики Тыва (30 июня 2016) — за активную деятельность, направленную на развитие и углубление всесторонних дружественных, экономических и культурных связей[87]
- Орден Республики Крым «За верность долгу» (13 марта 2015) — за мужество, патриотизм, активную общественно-политическую деятельность, личный вклад в укрепление единства, развитие и процветание Республики Крым и в связи с Днём воссоединения Крыма с Россией[88]
- Орден «За заслуги перед Республикой Татарстан» (1 марта 2007)[89]
- Медаль «В ознаменование добычи трёхмиллиардной тонны нефти Татарстана» (2007)
- Орден «За заслуги» (2025, Ингушетия)[90]

Ведомственные награды: 
- Нагрудный знак МИД России «За вклад в международное сотрудничество» (2022)[91]
- Медаль Анатолия Кони (2021)[92]
- Медаль «За вклад в укрепление обороны Российской Федерации» (2019)[93]
- Памятный знак главнокомандующего Сухопутными войсками (9 сентября 2017) — за особые личные заслуги и большой вклад в развитие Сухопутных войск[94]
- Медаль «20 лет Совету Федерации» (2015)[95]
- Почётный знак «За заслуги в развитии физической культуры и спорта» (30 октября 2013) — за большой личный вклад в развитие физической культуры и спорта в Российской Федерации, пропаганду здорового образа жизни и в связи с 90-летием со дня образования федерального (государственного) и территориальных органов исполнительной власти в сфере физической культуры и спорта[96]
- Медаль «За отличие в ликвидации последствий чрезвычайной ситуации» (2010)[97]
- Почётная грамота Судебного департамента при Верховном Суде Российской Федерации
- Знак «За содействие МВД России»
- Международная медаль «Симург» с присуждением почётного звания «Посол культуры» (2016) — за высокий вклад в укрепление мира, всестороннего сотрудничества между народами и превращение Республики Татарстан в модель устойчивого развития на основе утверждения в обществе ценностей культуры мира, этноконфессионального согласия и диалога цивилизаций[98]

Иностранные награды: 
- Орден «Дружба» (Азербайджан, 17 декабря 2024) — за особые заслуги в развитии отношений дружбы и сотрудничества между Азербайджанской Республикой и Российской Федерацией[99][100]
- Орден «Данакер» (Кыргызстан, 2022)[101]
- Орден «Гарашсызлык» (Туркменистан, 26 сентября 2021) — за большой вклад в развитие сотрудничества между Туркменистаном и Татарстаном в политической, экономической, культурной и других сферах жизни, в приумножение мирового авторитета независимого Туркменистана, а также учитывая заслуги в укреплении дружественных и братских отношений между туркменским и татарским народами[102][103]
- Орден Достык I степени (Казахстан, 2018)[104]
- Юбилейная медаль «20 лет Астане» (2018)[105]
- Юбилейная медаль «25 лет независимости Республики Казахстан» (2017)[106]
- Орден «Достук» (Кыргызстан, 30 августа 2017) — за значительный вклад в развитие и популяризацию идеи общности народов алтайской языковой семьи, а также укрепление сотрудничества между Кыргызской Республикой и Республикой Татарстан[107]
- Орден Достык II степени (Казахстан, 2014)[108]

Конфессиональные награды: 
- Орден преподобного Сергия Радонежского I степени (2021) — во внимание к помощи в строительстве Казанского собора г. Казани[109]
- Орден «Аль-’Иззат» степень «Гали бин Аби Талиб радыяЛЛаhу’анhу» (14 июня 2014)[110]
- Орден святого благоверного князя Даниила Московского Русской Православной Церкви I степени (2015)[111]
- Орден Славы и Чести I степени (21 июля 2025)[112]
- Орден Славы и Чести II степени (1 марта 2017) — во внимание к заслугам и в связи с 60-летием со дня рождения[113]

Звания:
- Заслуженный мастер спорта России
- Почетный профессор Московского государственного университета имени М. В. Ломоносова, 2016 — за выдающийся вклад в развитие науки и образования РТ, за плодотворное сотрудничество с МГУ[114]

Премии:
- Премия Федерации еврейских общин России «Скрипач на крыше» (2015)
- Премия Правительства Российской Федерации 2008 года в области науки и техники (10 марта 2009) — за разработку и реализацию комплексных региональных программ энергосбережения и энергоресурсоэффективности Республики Татарстан и г. Москвы[115]

Общественные награды: 
- Почетный орден «Доброта. Любовь. Забота» (2016)[116]